# Puchberg am Schneeberg
Puchberg am Schneeberg è un comune austriaco di 2 660 abitanti nel distretto di Neunkirchen, in Bassa Austria; ha lo status di comune mercato (Marktgemeinde).